# Piper mediocre
Piper mediocre är en pepparväxtart som beskrevs av C. Dc.. Piper mediocre ingår i släktet Piper och familjen pepparväxter. Inga underarter finns listade i Catalogue of Life.